# Сафронов, Андрей Семёнович
Андрей Семёнович Сафронов (1902—1952) — сержант Рабоче-крестьянской Красной Армии, участник Великой Отечественной войны, Герой Советского Союза (1945).

## Биография
Родился в 1902 году в деревне Соловьёвка (ныне — Липецкий район Липецкой области). Окончил начальную школу. До призыва в армию работал в органах внутренних дел.
В 1941 году был призван на службу в Рабоче-крестьянскую Красную Армию и направлен на фронт Великой Отечественной войны.
К апрелю 1945 года сержант А. С. Сафронов командовал орудием 286-го артиллерийского полка 111-й стрелковой дивизии 52-й армии 1-го Украинского фронта.
16-17 апреля 1945 года расчёт А. С. Сафронова принимал активное участие в боях за населённые пункты Ной-Крауша и Грос-Крауша под городом Гёрлиц, отразив большое количество немецких контратак и уничтожив 4 танка противника.
Указом Президиума Верховного Совета СССР от 27 июня 1945 года сержант Андрей Семёнович Сафронов был удостоен звания Героя Советского Союза с вручением ордена Ленина и медали «Золотая Звезда».
После окончания войны демобилизован. Проживал и работал в Липецкой области деревня Соловьёвка ,а работал село Бориниское милиционером..Из архивов МВД.
Скончался 1 сентября 1952 года. Похоронен в г. Липецке.
Был также награждён орденом Красной Звезды и рядом медалей..